# Vetenskapsåret 1932

## Händelser

### Biologi
- Okänt datum - J. B. S. Haldane publicerar The Causes of Evolution (om evolutionens orsaker), som förenar Mendels genetik med evolutionsteorin.

### Fysik
- Okänt datum - Kennedy-Thorndikes experiment visar att uppmätt tid och längd påverkas av rörelse, helt enligt speciella relativitetsteorin.
- Okänt datum - James Chadwick upptäcker neutronen.
- Okänt datum - Carl D. Anderson upptäcker positronen.

## Pristagare
- Copleymedaljen: George Ellery Hale
- Darwinmedaljen: Carl Correns
- De Morgan-medaljen: Bertrand Russell
- Nobelpriset: [1]
  - Fysik: Werner Heisenberg
  - Kemi: Irving Langmuir
  - Fysiologi/Medicin: Charles Sherrington, Edgar Adrian
- Wollastonmedaljen: Johan Herman Lie Vogt [2]

## Födda
- 16 januari – Dian Fossey (död 1985), zoolog.
- 26 april – Michael Smith (död 2000), kemist, Nobelpristagare 1993.
- 15 augusti – Robert Lull Forward (död 2002), science fiction-författare och fysiker.
- 18 september – Nikolaj Rukavisjnikov (död 2002), kosmonaut.
- 31 december – Mildred Scheel, tysk cancerläkare.

## Avlidna
- 12 mars – Ivar Kreuger, hans dödsfall sätter punkt för ett multinationellt företagsimperium
- 14 mars – George Eastman (född 1854), fotograf.
- 3 april – Wilhelm Ostwald (född 1853), kemist.
- 20 april – Giuseppe Peano (född 1858), italiensk matematiker.
- 5 juli – René-Louis Baire (född 1872), fransk matematiker.
- 9 juli – King Camp Gillette (född 1855), amerikansk uppfinnare.
- 3 oktober – Max Wolf (född 1863), tysk astronom.

### Fotnoter
1. ↑  ”Nobelpriset”. http://nobelprize.org/nobel_prizes/lists/all/index.html. Läst 10 april 2011.
2. ↑  ”Geological Society”. Arkiverad från originalet den 5 juni 2011. https://web.archive.org/web/20110605102217/http://www.geolsoc.org.uk/gsl/society/history/page750.html. Läst 14 april 2011.